# رودولف رامزیر
رودولف رامزیر (انگلیسی: Rudolf Ramseyer; ۱۷ سپتامبر ۱۸۹۷ – ۱۳ سپتامبر ۱۹۴۳) بازیکن فوتبال اهل سوئیس بود.
از باشگاه‌هایی که در آن بازی کرده‌است می‌توان به باشگاه ورزشی یانگ بویز برن اشاره کرد.